# Fryderyk za album roku muzyka chóralna, oratoryjna i operowa
Laureaci Fryderyków w kategorii album roku muzyka chóralna i oratoryjna.
Kategoria ta związana z muzyką poważną pojawiła się po raz pierwszy w 2008 roku.
Między 2014 a 2019 rokiem kategoria nosiła nazwę album roku muzyka chóralna, oratoryjna i operowa.
W 2020 roku rozdzielono tę kategorię na 2 osobne: album roku muzyka chóralna i album roku muzyka oratoryjna i operowa.

## Lata 2008-2022
| Rok  | Nazwa kategorii                                  | Laureat | Nominowani |
| ---- | ------------------------------------------------ | --- | --- |
| 2008 | album roku muzyka chóralna i oratoryjna          | Musica Sacromontana – Józef Zeidler – Marzena Michałowska, Anna Mikołajczyk-Niewiedział – sopran, Piotr Kociniewski, Piotr Olech – alt, Paweł Andrzejewski, Aleksander Kunach – tenor, Jarosław Bręk, Marek Picz – bas Chór Uniwersytetu im. Adama Mickiewicza w Poznaniu, Wrocławski Zespół Solistów Ricordanza, Concerto Polacco i Sine Nomine pod dyrekcją Jacka Sykulskiego i Marka Toporowskiego | - Luigi Boccherini – Stabat Mater – Agnieszka Tomaszewska i Capella Gedanensis pod dyrekcją Aliny Kowalskiej-Pińczak - Jasnogórska Muzyka Dawna Vol. 21 – Chór Kameralny Cantores Minores Wratislavienses, Krzysztof Karpeta – wiolonczela, Kazimierz Pyzik – kontrabas wiedeński, Marek Pilch – organy; Kompozytor: Józef Elsner - Panichida – Prawosławne nabożeństwo żałobne – Jan Kierdelewicz – bas, Grzegorz Cebulski – bas i Chór Męski OKTOICH pod dyrekcją Grzegorza Cebulskiego; Kompozytor: Aleksander Archangielski, muzyka tradycyjna |
| 2009 | album roku muzyka chóralna i oratoryjna          | Stanisław Moniuszko – Msze – Marta Boberska – sopran, Agnieszka Rehlis – alt, Rafał Bartmiński – tenor, Jarosław Bręk – bas, Andrzej Białko – organy i Chór Filharmonii Narodowej pod dyrekcją Henryka Wojnarowskiego | - Muzyka Polskiego Baroku – Chór Filharmonii Poznańskiej, Poznańskie Słowiki, Orkiestra Mazowieckiego Teatru Muzycznego Operetka im. Jana Kiepury w Warszawie pod dyrekcją Stefana Stuligrosza; Kompozytorzy: Stanisław Sylwester Szarzyński, Marcin Mielczewski, Damian Stachowicz, Grzegorz Gerwazy Gorczycki - Pueri Cantores Olivenses – Japanese Tour 2007 – Andrzej Macierzyński, Krzysztof Pękała, Bożena Nadolska, Michał Ciesielski, Wiesława Łukaszewska i Pueri Cantores Olivenses pod dyrekcją Jana Łukaszewskiego - Zygmunt Stojowski: Suita Es-dur, Wiosna, Modlitwa za Polskę – Marta Wróblewska, Maciej Nerkowski, Rafał Sulima, Chór i Orkiestra Symfoniczna Filharmonii Podlaskiej pod dyrekcją Marcina Nałęcz-Niesiołowskiego - Zeidler, Wański, Koperski – Musica Sacromontana cz. 2 – Marzena Michałowska, Agnieszka Rehlis, Rafał Bartmiński, Maciej Straburzyński, Anna Karasińska, Piotr Olech, Aleksander Kunach, Jacek Ozimkowski, Peter Zajiček, Concerto Polacco, Orkiestra Akademii Beethovenowskiej, Chór Katolickiego Uniwersytetu Lubelskiego Jana Pawła II pod dyrekcją Marcina Nałęcz-Niesiołowskiego i Marka Toporowskiego |
| 2010 | album roku muzyka chóralna i oratoryjna          | Felix Nowowiejski: Missa Pro Pace, Missa Stella Maris – Anna Dramowicz – organy, Maciej Ingielewicz – organy, Olsztyński Chór Kameralny „Collegium Musicum”, Orkiestra Symfoniczna Warmińsko-Mazurskiej Filharmonii im. Felixa Nowowiejskiego w Olsztynie pod dyrekcją Janusza Wilińskiego i Janusza Przybylskiego | - Klasycy Wiedeńscy – Aleksandra Topor – sopran, Wiesław Delimat – pozytyw organowy, Dziewczęcy Chór Katedralny „Puellae Orantes”, Orkiestra Kameralna Miasta Tychy „Aukso” pod dyrekcją Marka Mosia; Kompozytorzy: Wolfgang Amadeus Mozart, Joseph Haydn, Michael Haydn - Musica Sacromontana – Polska Orkiestra Radiowa, Zespół Śpiewaków M. Katowice Camerata Silesia, Orkiestra Akademii Beethovenowskiej, Chór KUL Jana Pawła II oraz soliści pod dyrekcją Marcina Nałęcz-Niesiołowskiego i Łukasza Borowicza; Kompozytorzy: Józef Zeidler, Maksymilian Koperski |
| 2011 | album roku muzyka chóralna i oratoryjna          | Laudate Dominum. – Małgorzata Wrzosek, Sylwia Łańcucka, Łukasz Farcinkiewicz, Joanna Łukaszewska, Anna Maria Krawczykiewicz, Grzegorz Cessak, Andrzej Klepacki, Maria Muszyńska, Sandra Kopijkowska i Marcin Łukaszewski oraz Chór Katedry Warszawsko-Praskiej Musica Sacra pod dyrekcją Pawła Łukaszewskiego; Kompozytorzy: Zoltán Kodály, Benjamin Britten, John Rutter, Idzi O. Mański, Irena Pfeiffer, Stanisław Kwiatkowski, Kazimierz Wiłkomirski, Stanisław Moryto, Marian Borkowski, Łukasz Farcinkiewicz, Paweł Łukaszewski | - Benjamin Britten – War Requiem. Sir Neville Marriner – Orkiestra Symfoniczna Polskiej Filharmonii Bałtyckiej w Gdańsku pod dyrekcją sir Neville’a Marrinera - Stanisław Moniuszko – Masses. Vol. 2 – Agnieszka Rehlis, Andrzej Białko, Jarosław Bręk, Marta Boberska, Rafał Bartmiński i Chór Filharmonii Narodowej pod dyrekcją Henryka Wojnarowskiego |
| 2012 | album roku muzyka chóralna i oratoryjna          | Łukaszewski i Bembinow. Kolędy i pastorałki – Dziewczęcy Chór Katedralny „Puellae Orantes”, Kwartet Smyczkowy „Dafo” | - Józef Elsner – Msza A–Moll – Izabela Magoń, Judyta Fąfara, Artur Nycz, Dawid Krzysztoń, Chór i Orkiestra Kameralna NICOLAUS pod dyrekcją Zdzisława Magonia - Jasnogórska muzyka dawna vol. 45 – Camerata Silesia pod dyrekcją Anny Szostak - John Rutter – Requiem – Justyna Stępień, Chór Katedry Warszawsko–Praskiej „Musica Sacra”, Filharmonia Kameralna im. W. Lutosławskiego pod dyrekcją Jana Miłosza Zarzyckiego - Totus Tuus – Chór Chłopięcy i Męski Filharmonii Poznańskiej „Poznańskie Słowiki” |
| 2013 | album roku muzyka chóralna i oratoryjna          | nie było nagrody | - Johann Balthasar Freislich – Passio Christi – Goldberg Baroque Ensemble, Julia Kirchner-sopran, Ingrida Gapova-sopran, Franz Vitzthum – alt, Georg Poplutz – tenor, Virgil Hartinger – tenor, Daniel Oleksy – tenor, Marek Rzepka – bas, Ekkehard Abele – bas; dyrygent: Andrzej Mikołaj Szadejko - Paweł Łukaszewski – Musica Sacra 2 – Polski Chór Kameralny, Michał Markuszewski – organy, Jakub Garbacz – organy, Jan Bartłomiej Boszczanin – organy, Schola Cantorum Bialostociensis, Wacław Golonka – organy, Concerto Avenna; dyrygenci: Jan Łukaszewski, Violetta Bielecka i Andrzej Mysiński - Musica Sacra & Gaude Mater – Polski Chór Kameralny pod dyrekcją Jana Łukaszewskiego |
| 2014 | album roku muzyka chóralna, oratoryjna i operowa | Arias – Andrzej Dobber – Andrzej Dobber i Orkiestra Symfoniczna Filharmonii Narodowej pod dyrekcją Antoniego Wita | - Astrolabium Sings Bembinow – Chór Astrolabium i Aleksandra Turalska – sopran pod dyrekcją Kingi Litowskiej - Henryk Mikołaj Górecki – Z pieśni kościelnych – Śpiewacy krakowscy pod dyrekcją Włodzimierza Siedlika w hołdzie H.M. Góreckiemu - Jasnogórska Muzyka Dawna vol. 54 – Ciemne jutrznie – Zespół Śpiewaków Miasta Katowice Camerata Silesia pod kierownictwem Anny Szostak - Prayer – Chór Katedry Warszawsko-Praskiej Musica Sacra pod dyrekcją Pawła Łukaszewskiego |
| 2015 | album roku muzyka chóralna, oratoryjna i operowa | Where are you. Pieces from Warsaw – ProMODERN | - Dariusz Przybylski: Passio for 12 voices - Grzegorz Gerwazy Gorczycki II – Aldona Bartnik, Agnieszka Ryman, Matthew Venner, Maciej Gocman, Tomáš Král, Jaromír Nosek, Wrocław Baroque Ensemble pod dyrekcją Andrzeja Kosendiaka - Pasquale Anfossi: Oratorio La morte di San Filippo Neri – Anna Mikołajczyk-Niewiedział, Iwona Hossa, Agnieszka Rehlis, Rafał Bartmiński, Poznański Chór Kameralny, Orkiestra Sinfonia Viva pod dyr. Tomasza Radziwonowicza - Witold Lutosławski: Utwory wokalno-instrumentalne – Łucja Szablewska-Borzykowska, Rafał Bartmiński, Stanisław Kierner oraz Chór i Orkiestra Symfoniczna Filharmonii Łódzkiej im. Artura Rubinsteina pod dyr. Daniela Raiskina |
| 2016 | album roku muzyka chóralna, oratoryjna i operowa | Musica Caelestis – Chór Katedry Warszawsko-Praskiej MUSICA SACRA oraz Joanna Łukaszewska, Anna Krawczykiewicz, Konrad Tanewski, Małgorzata Kołcz, Łukasz Farcinkiewicz, Michał Markuszewski pod dyrekcją Pawła Łukaszewskiego | - Benjamin Britten -The Turn Of The Screw – Eric Barry, Emily Workam, Kathleen Reveille, Diana Montague, Rosie Lomas, Dominic Lynch oraz Maria Machowska, Krzysztof Bąkowski, Katarzyna Budnik-Gałązka, Rafał Kwiatkowski, Tomasz Januchta, Krzysztof Malicki, Aleksandra Rojek, Adrian Janda, Leszek Wachnik, Tomasz Bińkowski, Leszek Lorent, Anna Marchwińska, Anna Sikorzak-Olek pod dyrekcją Łukasza Borowicza - Ewa Podleś: World Opera Stars – Ewa Podleś i Orkiestra Filharmonii Poznańskiej pod dyrekcją Łukasza Borowicza - Stanisław Moniuszko – Litanie Ostrobramskie – Anna Dennis, Markéta Cukrová, Virgil Hartinger, Jarosław Bręk, Chór Polskiego Radia (Izabela Polakowska – przygotowanie chóru), Magdalena Lisak (pianoforte), Wrocławska Orkiestra Barokowa pod dyrekcją Jacka Kaspszyka - Warsaw Philharmonic Choir: Kolędy – Chór Filharmonii Narodowej pod dyrekcją Henryka Wojnarowskiego oraz Julian Gembalski (organy) i Ewa Wilczyńska (fortepian), a także soliści: Magdalena Dobrowolska, Monika Dobrzyńska-Krysiak, Anna Fijałkowska, Justyna Jedynak-Obłoza, Kinga Łukasik, Samitra Suwannarit, Barbara Szczerbaczewicz, Tomasz Warmijak, Przemysław Żywczok |
| 2017 | album roku muzyka chóralna, oratoryjna i operowa | De Profundis – Polish Psalms of the 20th and 21st Century – Chór Narodowego Forum Muzyki pod dyr. Agnieszki Franków-Żelazny; Kompozytorzy: M.T. Łukaszewski, A. Koszewski, M. Bembinow, M. Jasiński, R. Twardowski, J. Świder, M. Zieliński, A. Bielerzewski, P. Łukaszewski, Ł. Urbaniak | - Camerata Silesia Sing Szymański – Instrumentaliści Narodowej Orkiestry Symfonicznej Polskiego Radia w Katowicach, Zespół Śpiewaków Miasta Katowice Camerata Silesia pod dyr. Anny Szostak - Feliks Nowowiejski: Quo Vadis – Aleksandra Kurzak, Artur Ruciński, Rafał Siwek, Sebastian Szumski, Arkadiusz Bialic, Górecki Chamber Choir, Włodzimierz Siedlik, Orkiestra Symfoniczna Warmińsko-Mazurskiej Filharmonii im. Feliksa Nowowiejskiego w Olsztynie pod dyr. Piotra Sułkowskiego - Józef Zeidler: Missa ex D – Musica Sacromontana – Sinfonia Varsovia, Zespół Śpiewaków Miasta Katowice Camerata Silesia, Rafał Bartmiński, Robert Gierlach, Iwona Hossa, Agnieszka Rehlis, Lilianna Stawarz, dyr. Jerzy Maksymiuk - Penderecki Conducts Penderecki vol. 1 – Orkiestra Filharmonii Narodowej pod dyr. Krzysztofa Pendereckiego, Johanna Rusanen – sopran, Agnieszka Rehlis – mezzosopran, Nikolay Didenko – bas i Chór Filharmonii Narodowej pod dyr. Henryka Wojnarowskiego |
| 2018 | album roku muzyka chóralna, oratoryjna i operowa | Szymanowski – Aleksandra Kurzak – sopran, Agnieszka Rehlis – mezzosopran, Dmitry Korchak – tenor, Artur Ruciński – baryton, Chór i Orkiestra Filharmonii Narodowej pod dyrekcją Jacka Kaspszyka | - Penderecki conducts Penderecki vol. 2 – Chór Filharmonii Narodowej pod dyrekcją Krzysztofa Pendereckiego - Polskie pastorałki – Chór Katedry Warszawsko-Praskiej MUSICA SACRA pod dyrekcją Pawła Łukaszewskiego - Rachmaninoff – Całonocne czuwanie – Agnieszka Rehlis – mezzosopran, Rafał Bartmiński – tenor, Krzysztof Drugow – bas, Chór Opery i Filharmonii Podlaskiej w Białymstoku pod dyrekcją Violetty Bieleckiej - Wojciech Kilar – Missa pro pace – Joanna Woś – sopran Małgorzata Walewska – mezzosopran, Paweł Brożek – tenor, Rafał Siwek – bas,Orkiestra i Chór Opery i Filharmonii Podlaskiej w Białymstoku pod dyrekcją Mirosława Jacka Błaszczyka |
| 2019 | album roku muzyka chóralna, oratoryjna i operowa | Stanisław Moniuszko – Widma. – Jarosław Bręk, Aleksandra Kubas-Kruk, Mariusz Bonaszewski, Paweł Janyst, Chór NFM, Wrocławska Orkiestra Barokowa pod dyrekcją Andrzeja Kosendiaka | - Całonocne czuwanie, op. 37 – Siergiej Rachmaninow. – Jadwiga Rappé, Mateusz Markuszewski, Chór Akademicki Uniwersytetu Warszawskiego pod dyrekcją Iriny Bogdanovich - Moniuszko – Straszny Dwór. – Leszek Skrla, Anna Fabrello, Karolina Sikora, Ryszard Minkiewicz, Daniel Kotliński, Paweł Skałuba, Krzysztof Bobrzecki, Piotr Lempa, Stefania Toczyska, Alicja Rumianowska, Piotr Kusiewicz, Wiesława Maliszewska, Konstanty Andrzej Kulka, Chóry i Orkiestra Symfoniczna Akademii Muzycznej im. Stanisława Moniuszki w Gdańsku pod dyrekcją Zygmunta Rycherta - Musica Sacromontana XIIII – Józef Zeidler – Missa D-dur – Aleksandra Kubas-Kruk, Anna Radziejewska, Jarosław Bręk, Karol Kozłowski, Sinfonia Varsovia, Zespół Śpiewaków Miasta Katowice Camerata Silesia pod dyrekcją Jerzego Maksymiuka - Paweł Łukaszewski – Beatus vir. – Chór Filharmonii Częstochowskiej Collegium Cantorum pod dyrekcją Aleksandry Zeman - Polska muzyka chóralna. – Polski Chór Kameralny pod dyrekcją Jana Łukaszewskiego - Szymanowski – Operetka w 3 aktach – Loteria na mężów czyli narzeczony nr 69. – Wiesław Ochman, Marcin Bronikowski, Rafał Bartmiński, Ewa Biegas, Urszula Kryger, Adam Kruszewski, Piotr Kusiewicz, Anna Lubańska i inni, Zespół Śpiewaków Miasta Katowice „Camerata Silesia”, Narodowa Orkiestra Symfoniczna Polskiego Radia w Katowicach pod dyrekcją Michała Klauzy |
| 2020 | album roku muzyka chóralna                       | Camerata Silesia Sings Silesian Composers – Zespół Śpiewaków Miasta Katowice „Camerata Silesia” pod dyr. Anny Szostak | - Karlheinz Stockhausen: Stimmung (proMODERN version) – proMODERN - Romuald Twardowski: Sacrum – Profanum – Chór Filharmonii Częstochowskiej Collegium Cantorum pod dyr. Janusza Siadlaka - Moniuszko - Sacred Music – Chór Katedry Warszawsko-Praskiej MUSICA SACRA pod dyr. Pawła Łukaszewskiego - Szymanowski, Maciejewski: Drrrum dana dam – Pieśni kurpiowskie – Chór Kameralny UMFC pod dyr. Krzysztofa Kusiel-Moroza |
| 2020 | album roku muzyka oratoryjna i operowa           | Karol Szymanowski: Hagith – Soliści (Wioletta Chodowicz, Ryszard Minkiewicz, Andrzej Lampert, Dariusz Machej, Łukasz Rosiak), Polska Orkiestra Radiowa i Chór FN pod dyr. Michała Klauzy | - Marcin Józef Żebrowski – Soliści (Jian Hui Mo, Matthew Venner, Maciej Gocman, Felix Schwandtke), Chór Chłopięcy NFM, Chór NFM i Wrocławska Orkiestra Barokowa pod dyr. Andrzeja Kosendiaka - Musica Sacromontana XIV – Soliści (Tomasz Krzysica, Iwona Hossa, Jarosław Bręk, Anna Bernacka), Sinfonietta Cracovia i Polski Chór Kameralny pod dyr. Marcina Nałęcz-Niesiołowskiego - Stanisław Moniuszko: Cantatas (Milda / Nijoła) – Soliści (Wioletta Chodowicz, Maria Jaskulska-Chrenowicz, Ewa Wolak, Sylwester Smulczyński, Robert Gierlach, Szymon Kobyliński), Chór Opery i Filharmonii Podlaskiej, Orkiestra Filharmonii Poznańskiej pod dyr. Łukasza Borowicza - Stanisław Moniuszko: Paria – Soliści (Katarzyna Hołysz, Robert Jezierski, Yuri Gorodetski, Szymon Komasa, Tomasz Warmijak), Orkiestra Filharmonii Poznańskiej i Chór Filharmonii Narodowej pod dyr. Łukasza Borowicza |
| 2021 | album roku muzyka chóralna                       | Roman Padlewski, Joanna Wnuk-Nazarowa: Przez łzy/Tearfully – Zespół Śpiewaków Miasta Katowice „Camerata Silesia” i instrumentaliści Narodowej Orkiestry Symfonicznej Polskiego Radia w Katowicach, dyr. Anna Szostak | - Moniuszko inaczej śpiewany – Chóry projektu Akademia Chóralna – Śpiewająca Polska i NFM Orkiestra Leopoldinum, dyr. Agnieszka Franków-Żelazny - Stanisław Moryto: In memoriam – Jakub Mróz, Miłosz Marchelak, Jacek Szponarski, Adam Kowalski, Warszawski Chór Chłopięcy przy UMFC, dyr. Jakub Michał Hutek |
| 2021 | album roku muzyka oratoryjna i operowa           | Aleksander Nowak, Olga Tokarczuk: Ahat-ilī. Siostra bogów – Urszula Kryger, Joanna Freszel, Ewa Biegas, Jan Jakub Monowid, Łukasz Konieczny, Bartłomiej Misiuda, Sebastian Szumski, Chór Polskiego Radia, AUKSO Orkiestra Kameralna Miasta Tychy, dyr. Marek Moś | - Andrzej Karałow: De invitatione mortis – Joanna Freszel, Aleksander Rewiński, Dawid Dubec, Zespół Męski „Gregorianum” (przygotowanie: Berenika Jozajtis), Michał Ochab, Andrzej Karałow, Dziołak/Stankiewicz Duo i Messages Quartet, dyr. Martyna Szymczak - Henryk Mikołaj Górecki: Sanctus Adalbertus op. 71 – Ewa Tracz, Stanislav Kuflyuk, Chór Filharmonii Śląskiej i Orkiestra Symfoniczna Filharmonii Śląskiej, dyr. Jacek Mirosław Błaszczyk - Józef Zeidler: Nieszpory – Robert Gierlach, Tomasz Krzysica, Anna Mikołajczyk, Agnieszka Rehlis, Sinfonietta Cracovia i Polski Chór Kameralny, dyr. Michał Klauza - Stanisław Moniuszko: Sonety krymskie – Aleksander Kunach, Chór Polskiego Radia, {oh!} Orkiestra Historyczna dyr. Dirk Vermeulen |
| 2022 | album roku muzyka chóralna                       | Words of Mystery. Music for Choir and Chello – Marcin Zdunik i Zespół Śpiewaków Miasta Katowice „Camerata Silesia” pod dyrekcją Anny Szostak | - Utwory chóralne – Andrzej Koszewski i Chór Filharmonii Częstochowskiej COLLEGIUM CANTORUM pod dyrekcją Janusza Siadlaka - Benedictus XVI in honorem – Chór Katedry Warszawsko-Praskiej MUSICA SACRA pod dyrekcją Pawła Łukaszewskiego - In Via – Polski Chór Kameralny pod dyrekcją Jana Łukaszewskiego - Sporos – „Partes” – Męski Kameralny Zespół Śpiewu Cerkiewnego pod dyrekcją Michała Łaszewicza |
| 2022 | album roku muzyka oratoryjna i operowa           | Aleksander Nowak / Szczepan Twardoch „Syrena. Melodrama aeterna” – Ewa Biegas, Bartłomiej Duś, Joanna Freszel, Jan Jakub Monowid, Daniel Popiałkiewicz, Piotr Sałajczyk, Orkiestra Kameralna Miasta Tychy AUKSO pod dyrekcją Marka Mosia | - Feliks Nowowiejski „Powrót Syna Marnotrawnego” – Agnieszka Rehlis, Arnold Rutkowski, Łukasz Konieczny, Marek Pawełek, Chór Filharmonii im. Karola Szymanowskiego w Krakowie, Orkiestra Symfoniczna Warmińsko-Mazurskiej Filharmonii im. Feliksa Nowowiejskiego w Olsztynie pod dyrekcją Piotra Sułkowskiego - Józef Elsner „Musica Claromontana vol. 70” – Soliści, Zespół Wokalny Wydziału Muzyki Kościelnej Uniwersytetu Muzycznego Fryderyka Chopina, Chór Uniwersytetu Kardynała Stefana Wyszyńskiego w Warszawie, Capella Claromontana pod dyrekcją Michała Sławeckiego - Józef Michał Ksawery Poniatowski „Mass in F” – Olesya Bubela, Tetyana Vakhnovska, Andrii Voziian, Viktor Yankovskyi, Galician Academic Chamber Choir, Lviv National Philharmonic Symphony Orchestra pod dyrekcją Sebastiana Perłowskiego - Luigi Cherubini „Faniska” – Tomasz Rak, Robert Gierlach, Natalia Rubiś, Krystian Adam, Katarzyna Belkius, Justyna Ołów, Piotr Kalina, Poznański Chór Kameralny i Orkiestra Filharmonii Poznańskiej pod dyrekcją Łukasza Borowicza |